# Ian Mariano
Pour les articles homonymes, voir Mariano.
Ian Mariano, né le 7 octobre 1990 à Tamuning sur l'île de Guam, est un footballeur international guamanien évoluant au poste de milieu défensif dans le club des Rovers FC, dans le Championnat de Guam.

## Biographie

### Carrière internationale
Ian Mariano est convoqué pour la première fois par le sélectionneur national Norio Tsukitate en 2007. Le 13 mars 2009, il marque son premier but en équipe de Guam lors d'un match des éliminatoires de la Coupe d'Asie de l'Est 2010 contre les Îles Mariannes du Nord (victoire 2-1).
Il compte 31 sélections et 3 buts avec l'équipe de Guam depuis 2007.

## Palmarès
- Avec le Cars Plus :
  - Champion de Guam en 2011

- Avec les Rovers FC :
  - Champion de Guam en 2014
  - Vainqueur de la Coupe de Guam en 2014

## Statistiques

### Buts en sélection
Le tableau suivant liste les résultats de tous les buts inscrits par Ian Mariano avec l'équipe de Guam.